# Lluís Ferran López Navarro
Lluís Ferran López Navarro (Madrid, 1967), més conegut com a Ferran López, és un policia català i actual cap de seguretat del FC Barcelona. Fou comissari en cap dels Mossos d'Esquadra entre el 28 d'octubre de 2017 i el 14 de juny de 2018 quan el Govern d'Espanya, en virtut de l'article 155 de la Constitució Espanyola va publicar, al Butlletí Oficial de l'Estat, el seu nomenament, per una ordre del Ministeri de l'Interior, després de la destitució de Josep Lluís Trapero.

## Biografia
Fill de Donato López, taxista establert a Santa Coloma de Gramenet, abans d'entrar a la policia catalana, López va ser jugador de futbol, militant al CF Damm, on va coincidir amb Cristóbal Parralo. El 1985 es va matricular a la Universitat Autònoma de Barcelona i va començar a estudiar Ciències de l'Educació.
L'any 1990 va ingressar al Cos de Mossos d'Esquadra i, quan ja havia entrat al cos, també va realitzar un postgrau en Direcció i Gestió de la Seguretat Pública. En la mateixa època, entre, el 1990 i el 1992, va jugar al CD Masnou. Va incorporar-se en una de les primeres promocions dels Grups Especials d'Intervenció (GEI), en el qual va ser cap d'esquadró fins al 1999. Segons el diari Crónica Global, durant uns anys fou l'escorta del conseller Conseller d'Interior, Xavier Pomés. Més tard aniria ascendint, essent subcap de la Regió Policial Ponent (fins al 2003) i Cap de la Regió Metropolitana Sud, càrrec que va ocupar el 2006. El 2009 fou nomenat comissari. El 2010, el tripartit, amb José Montilla com a president, el va ascendir a comissari en la mateixa promoció que al seu predecessor, el Major Trapero i va passar a estar per sota del comissari cap d'aquest moment, Josep Milà, com a coordinador operatiu. López va ser un dels comandaments responsables de la gestió del moviment d'indignats 15M, inclòs el polèmic desallotjament de Plaça Catalunya, amb càrrega policial inclosa.
Entre maig i octubre de 2017 va treballar com a Cap de la Comissaria Superior Territorial dels Mossos. El 28 d'octubre de 2017 el BOE va publicar el cessament del director del Cos, en aplicació de l'Article 155 de la Constitució Espanyola, del major Josep Lluís Trapero, nomenant el ministre d'Interior d'Espanya Juan Ignacio Zoido, com a substitut, el comissari Ferran López. El març de 2018 es va conèixer que un jutge de Cornellà també va atribuir un delicte de sedició al cap dels Mossos, fet pel qual va enviar un informe a l'Audiència Nacional per tal que l'investigués. El 7 d'abril de 2021 va renunciar al cos de Mossos d'Esquadra, després de 30 anys de servei, i es va incorporar com a màxim responsable de la seguretat del Futbol Club Barcelona.